# Seefeld in Tirol
Seefeld in Tirol (även: Seefeld) är en ort och kommun i distriktet Innsbruck-Land i förbundslandet Tyrolen i Österrike. Kommunen har 3 639 invånare (2024). Seefeld in Tirol är en vintersportort som ligger cirka 17 kilometer nordväst om Innsbruck och cirka 10 kilometer från Österrikes statsgräns mot Tyskland.

## Sport
I Seefeld in Tirol avgjordes bland annat tävlingarna i nordisk skidsport och/eller skidskytte vid olympiska vinterspelen 1964 och 1976, världsmästerskapen i nordisk skidsport 1933, 1985 och 2019. Världsmästerskapen i skidskytte 1963, internationella vinterspelen för döva 1949 samt tävlingar vid vinteruniversiaden 2005.